# تشارلز فريدريك باركلي
تشارلز فريدريك باركلي (بالإنجليزية: Charles Frederick Barclay)‏ هو سياسي أمريكي، ولد في 9 مايو 1844 في قرية أويغو في الولايات المتحدة، وتوفي في 9 مارس 1914. حزبياً، نشط في الحزب الجمهوري. وقد انتخب عضو مجلس النواب الأمريكي.